# Toleranzring
Ein Toleranzring ist ein Zwischenelement für eine Welle-Nabe-Verbindung. Er besteht in der Regel aus Federstahl und wird in einer Nut zwischen Welle und Nabe positioniert, wo er eine kraftschlüssige Verbindung zwischen diesen beiden Elementen herstellt. Ein Toleranzring ermöglicht durch seine Flexibilität sowohl den Ausgleich von Fertigungstoleranzen als auch von Wärmedehnung.
Im Maschinenbau spielen Toleranzringe im Vergleich zu Spannsätzen oder Taperlock-Spannbuchsen eine untergeordnete Rolle. Verwendet werden sie beispielsweise für die Herstellung einer Welle-Nabe-Verbindung in elektrischen Kleinmotoren; ihre Anwendung ist auf diesem Gebiet in der Norm DIN 42020 festgelegt.